# Великий Кир (село)
Великий Кир (словац. Veľký Kýr) — село, громада округу Нове Замки, Нітранський край. Кадастрова площа громади — 23.64 км². Протікає річка Тврдошовський потік.
Населення 2965 осіб (станом на 31 грудня 2019 року).

## Історія
Вельки Кир згадується 1113 року.

## Населення
| Рік:            | 1994. | 2004.   | 2014.   | 2024.   |
| --------------- | ----- | ------- | ------- | ------- |
| Кількість осіб: | 3347  | 3092    | 3017    | 2931    |
| Різниця:        |       | -7,61 % | -2,42 % | -2,85 % |

| Рік:            | 2023. | 2024.   |
| --------------- | ----- | ------- |
| Кількість осіб: | 2963  | 2931    |
| Різниця:        |       | -1,07 % |